# Джинн
Джинн (араб. ّْالجِن‎) — дух в арабской мифологии. Согласно вероучению ислама, джинны были созданы Богом из чистого бездымного пламени. Они не воспринимаемы ни одним из пяти основных чувств человека и живут в одном мире с людьми, но появились раньше них и восприимчивы к вере/неверию в Аллаха (Всевышнего Бога).
Согласно арабской мифологии, существует четыре вида джиннов: ифрит, гуль, сила, марид (малик). Самыми могущественными и злыми из них являются ифриты — джинны, повелевающие огнём, считаются слугами шайтана, которые могут значительно навредить людям. Гуль — существо из арабских мифов, обычно женского пола, обитающее в пустынях и на кладбищах и питающееся свежей мертвечиной. Мариды (малики) — джинны воздуха или воды, рациональные и разумные создания, номинальные монархи всех джиннов. Сила — слабейшие из джиннов, не способные менять облик и крайне уязвимые для древесины (один удар деревянной палкой мгновенно убивает их).
Джинны известны в североафриканском, египетском, сирийском, персидском и турецком фольклоре, а также в Коране и арабской литературе. Они считаются существами, которые могут принимать человеческий или животный облик и жить во всевозможных неодушевлённых предметах, таких как камни, деревья, руины, а также жить в земле, воздухе и огне. Джинны могут наказывать людей за любой причинённый им вред; этим существам приписывается ответственность за многие болезни и несчастные случаи. Люди, которые знают определённые магические процедуры, могут использовать джиннов в своих интересах. Джинны появляются в сборнике «Тысяча и одна ночь» и её адаптациях (однако исполняющие желания существа из «Тысячи и одной ночи» — персидские дэвы, а не арабские джинны).
Джинны связываются с изменением формы, одержимостью и безумием. Они изображались по-разному в зависимости от времени и места. Центральной чертой этих существ является способность менять облик. Их часто отображают живущими или находящимися в заключении в различных типах сосудов, таких как лампы, бутылки или банки. Джинны могут изображаться как добрыми, так и злыми.
В западной культуре джинн прежде всего известен из «Тысяча и одной ночи» как «волшебный дух со скрещёнными руками, внешне похожий на человека, но заточённый в лампе и исполняющий три любых желания тому, кто потёр лампу и пробудил джинна». В более поздних западных популярных представлениях они стали ассоциироваться с исполнением желаний и часто живут в волшебных лампах или бутылках. В западных образах джинны, в частности, исполняют желания, иногда искажая их суть вследствие слишком буквального их понимания.

## Происхождение слова
Слово джинн, по всей видимости, происходит от семитского корня JNN (араб. جَنّ / جُنّ, jann) с основным значением «скрывать». Исходя из этого, некоторые учёные толкуют слово джинн как означающее «существа, скрытые от взора и слуха людей». Джинн (в классическом арабском — также jānn, جَانّ) — множественное число слова jinnī (جِنِّيّ), от которого происходит английское название этого духа genie.

## В доисламской культуре
Согласно археологическим находкам, в северо-западной Аравии люди поклонялись джиннам как богам. В древней Пальмире люди поклонялись джиннаям — хорошим богам. В частности, на то, что раньше арабы-язычники поклонялись джиннам как богам, указывает сура из Корана:
Они установили родство между Ним [Аллахом] и джиннами, но джинны знают, что они будут собраны  [для наказания]Коран, 37:158
Мекканцы поклонялись джиннам, делая им жертвоприношения.

## Джинны в исламе
Согласно вероучениям ислама, Аллах (Всевышний Бог) создал три вида разумных существ: ангелов из света, людей из глины и джиннов из палящего пламени:
…Мы сотворили человека из сухой звонкой глины, полученной из видоизменённой грязи. А ещё раньше Мы сотворили джиннов из палящего пламени.Коран, 15:26-27
Сподвижник Пророка Мухаммада Ибн ‘Аббас говорил:
Первыми на Земле были поселены джинны. После того, как в своей аморальности и вражде они перешли все возможные границы, Всевышний ниспослал к ним Иблиса и некоторое количество ангелов, которые силой остановили бесчестие и войны. Затем был сотворен Адам.Аз-Зухайли.

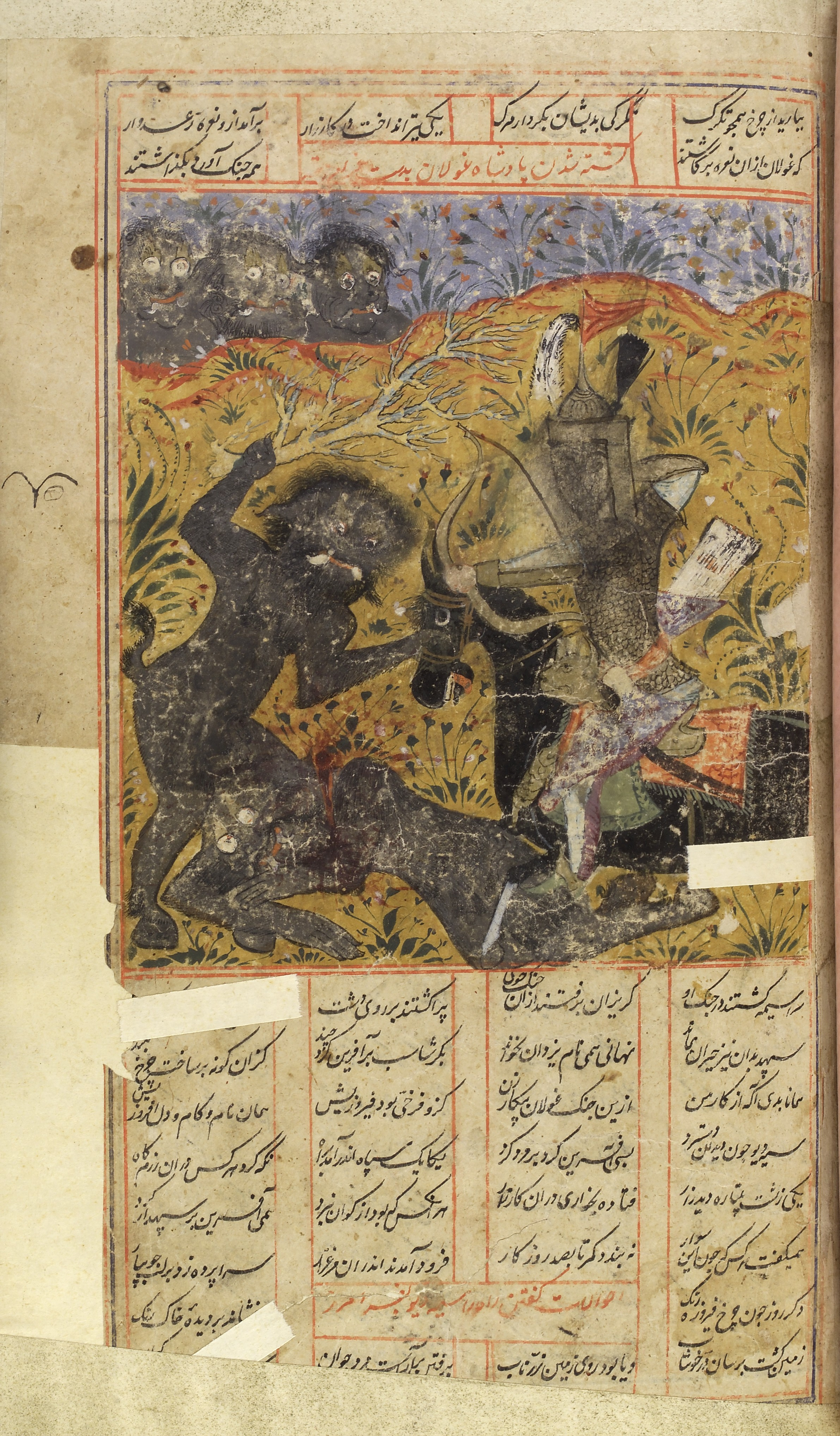
Джинн (гуль) с характерными копытами собирается в бой.

Как гласит вероучение ислама, джинны, как и люди, имеют выбор быть праведными или пойти по пути тьмы:
…Я сотворил джиннов и людей только для того, чтобы они поклонялись Мне.Коран, 51:56
Таким образом, среди джиннов есть праведные (мусульмане) и отступники, которые служат Сатане, известные, как шайтаны. Многие джинны приняли ислам, когда услышали чтение Корана пророка Мухаммада:
…Скажи: «Мне было открыто, что несколько джиннов послушали чтение Корана и сказали: „Воистину, мы слышали удивительный Коран. Он наставляет на прямой путь, и мы уверовали в него и не будем приобщать сотоварищей к нашему Господу“».Коран, 72:1-2
Мусульмане верят, что многих людей ко лжи и многобожию склонил Иблис (он же Люцифер в христианстве) — джинн, который удостоен высших привилегий и лично был избран Аллахом жить в небесах вместе с ангелами, однако, из-за высокомерия и гордости, ослушался приказа Бога и был изгнан с небес: 
Разве Я не завещал вам, сыны Адама, не поклоняться дьяволу, который является вашим явным врагом, и поклоняться Мне? Это — прямой путь. Он уже ввёл в заблуждение многих из вас. Неужели вы не понимаете?Коран, 36:60-62
Джинны во многом схожи с людьми: они нуждаются в пище, женятся, имеют детей и умирают, Бог посылал им, как и людям, пророков.  Продолжительность жизни джинна, однако, гораздо больше, у чем человека. Как и люди, джинны предстанут перед Великим судом и праведные из них попадут в рай.
По мнениям салафизма, джинны способны представать перед человеком в облике человека, животного или растения. Джинны также способны овладевать разумом и телом живых существ, иногда они делают это с целью нанесения вреда, или если влюбляются в человека. Для того, чтобы обезопасить себя от нежеланного контакта с джинном, мусульманин должен чаще читать Коран дома. Если джинн всё-таки вселился в человека, его можно изгнать только именем Аллаха. Злые джинны или шайтаны склоняют человека к порокам, и идолопоклонству. Чтобы джинн не смог проникнуть в дом, перед входом мусульманин говорит БисмиЛляh (بِسْمِ اللَّه).
Строй общества джиннов во многом роднит их с людьми. Так, у них есть свои семьи, дети, цари, суды, свадьбы и прочие общественные ритуалы. Некоторые хадисы делят джиннов на 3 вида: те, кто умеют летать, похожих на змей, собак и тех, что непрерывно путешествуют. Абдуллах ибн Масуд, сопровождающий пророка Мухаммеда, отмечал, что когда джинны прибыли слушать чтение Корана пророка, он видел их лично и описал как существ, похожих на различные живые формы от гадов и змей, до высоких людей в белых одеждах. Джинны могут принимать облик драконов, диких ослов и ряда других животных. Иногда джинн принимает облик человека, чтобы ввести в заблуждение людей. Некоторые хадисы также утверждают, что джинны могут жить на костях, воссоздав плоть, и питаться навозом.
Ибн Таймия определял всех джиннов, как невежественных, неправедных и склонных к предательству, а также утверждал, что джинны воплощают магию, которую порождают неправедные волшебники, сотрудничая с ними, обеспечивают «скрытой истиной» гадалок и имитируют голоса умерших людей во время сеансов.

## Джинны Сулеймана
Как утверждает Коран, Сулейман (Соломон в христианстве), один из самых великих правителей израильского царства, получил силу от Бога, способную повелевать самыми могущественными джиннами. В европейском мире они более известны, как Демоны Гоетии, с помощью джиннов Соломон велел им исполнять разные обязанности в зависимости от их способностей и наказывал за неповиновение.
[Мы подчинили] Сулейману [Соломону] ветер, который утром пролетал месячный путь и после полудня пролетал месячный путь. Мы заставили для него течь источник меди. Среди джиннов были такие, которые работали перед ним с дозволения его Господа. А того из них, кто уклонился от Нашего повеления, Мы заставили вкусить мучения в Пламени.Коран, 34:12
Сулейман заставлял работать джиннов усердно, много и наказывал за неповиновение. Сулейман после смерти остался сидеть, оперевшись на свой посох, и джинны думали, что он продолжает наблюдать за ними:
Когда же Мы предписали ему умереть, они узнали об этом лишь благодаря земляному червю, который источил его посох. Когда же он упал, джинны уяснили, что если бы они знали сокровенное, то не оставались бы в унизительных мучениях.Коран, 34:14

## Джинны в фольклоре
Джинны встречаются в фольклоре почти всех мусульманских стран, которые берут своё фактическое начало в эру Аббасидского халифата, где появилось современное понятие джинн (женский род — джинири). Легенды о джинири существовали в то время — например, о Джейхал Джинири. Несмотря на то, что исламские богословы придавали мало значения джиннам, мусульманская художественная литература изобилует рассказами о джиннах, о любовных историях, сокровищах, которые они хранят и множественных попытках искусить правоверных аскетов. Джинны были популярнейшими персонажами в арабском и мусульманском средневековом фольклоре и зачастую выступали в роли злодеев, в своей роли были схожими с бесами и чертями в европейском фольклоре.

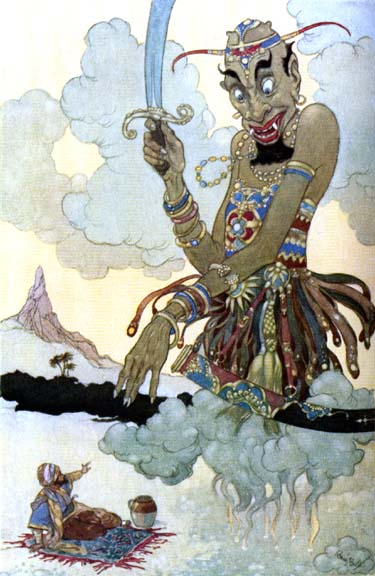
Иллюстрация к сказке о рыбаке: «Тысяча и одна ночь».

Джинны являются действующими лицами в сказках «Тысячи и одной ночи» и др. Чаще джинны выступают виновниками всяких бедствий: болезней, внезапной смерти, или, наоборот, помогают людям.
Один из главных аспектов мусульманского мистицизма — попытки подчинить себе джиннов и использовать их способность творить чудеса. По сей день широкой популярностью пользуются книги-руководства по покорению джиннов.
Палестинцы верят, что джинны могут принимать абсолютно любую форму (не)одушевлённых объектов, могут принимать облик стариков и нищенок. Палестинские женщины не открывают сосуды с маслом, веря, что после заката солнца они принадлежат джиннам, а если всё-таки была необходимость открыть сосуд, то нашептать молитвы с именем Божьим. Палестинцы и арабы также верят, что джинны появляются на улицах ночью и поэтому ночью люди стараются не садиться на ступени, а проходя по лестнице, шепчут имя Бога. Если ребёнок нечаянно падал на ступеньки, то это место кропили водой и солью. Также ради защиты детей от порчи джинна, их не стоило наказывать накануне пятницы и подпускать к зеркалу после заката. Среди арабов не принято прыгать через костёр, так как считается, что этим они вызывают гнев у джиннов, которые могут наслать порчу в виде бешенства и падучей. Перед тем, как потушить огонь, арабы (в частности, палестинцы) говорят: Ба’д ас-самах, йа сакени-н-нар! («Позвольте-ка, жители пламени!»). Ночью также не следовало свистеть, мести пол или играть на свирели, дабы не злить джиннов. Среди палестинцев бытует миф, не связанный с исламской доктриной, о создании джиннов, согласно которому прародительница Ева рожала по 40 детей за раз, и выкидывала 20 самых некрасивых из них, Бог сжалился над ними и превратил в джиннов.
В азербайджанских сказаниях джинны любят верховую езду: они тайком садятся на лошадей и скачут до тех пор, пока те не придут в изнеможение. Хозяева лошадей, чтобы поймать джинна и наказать его, мажут спины лошадей смолой и пускают их в поле. Когда джинн садится на лошадь, то прилипает к её спине и не может освободиться. Страшным наказанием для джинна считается, если воткнуть в его тело иголку, которую сам джинн почему-то не может вынуть. Джинн делается покорным рабом того, кто воткнёт в его тело иголку. Чтобы избавиться от рабства, джинн тайком от своего хозяина просит какого-нибудь ребёнка вынуть из тела иголку, обещая дать за это яблоко; но как только иголка вынута, джинн моментально исчезает.
Во время геноцида в Руанде, хуту и тутси избегали мусульманских районов, так как верили, что мусульмане и их мечети были под покровительством джиннов. В Чьянгугу не уничтожали мечети, так как верили, что они под защитой джиннов и боялись их гнева.
В римской мифологии соответствием джиннов выступали гении или даймоны др.-греч. δαίμων (демоны) в древнегреческой мифологии.
Джинны имеют много общего с демонами, бесами в христианской культуре или с шедим в иудаизме; основным отличием служит то, что джинны в исламе, как и люди, имеют выбор быть праведными или слугами Сатаны, а христианство причисляет абсолютно всех демонов к силам зла, также, если в христианской доктрине, все демоны — падшие ангелы, то джинны были изначально сотворены Богом, какие они есть, не имея ничего общего с ангелами.

## Галерея

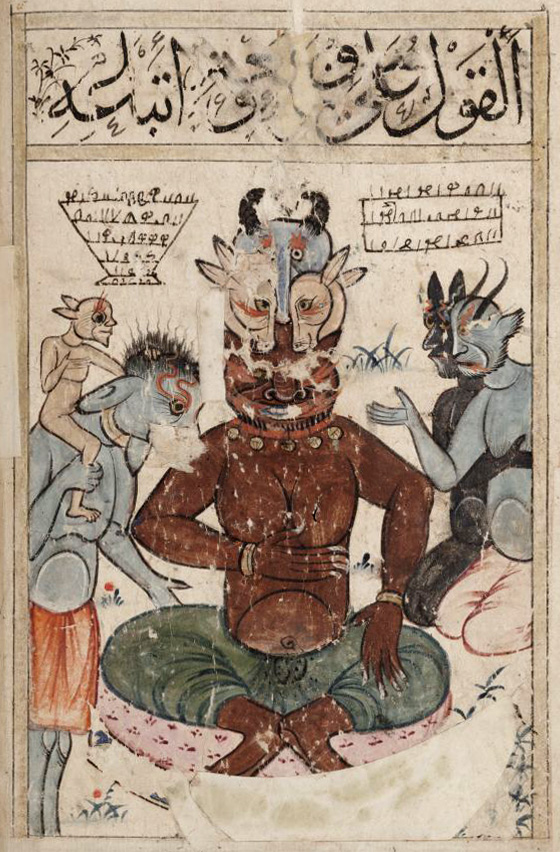
Завбаа или Зобаа, король-джинн пятницы.
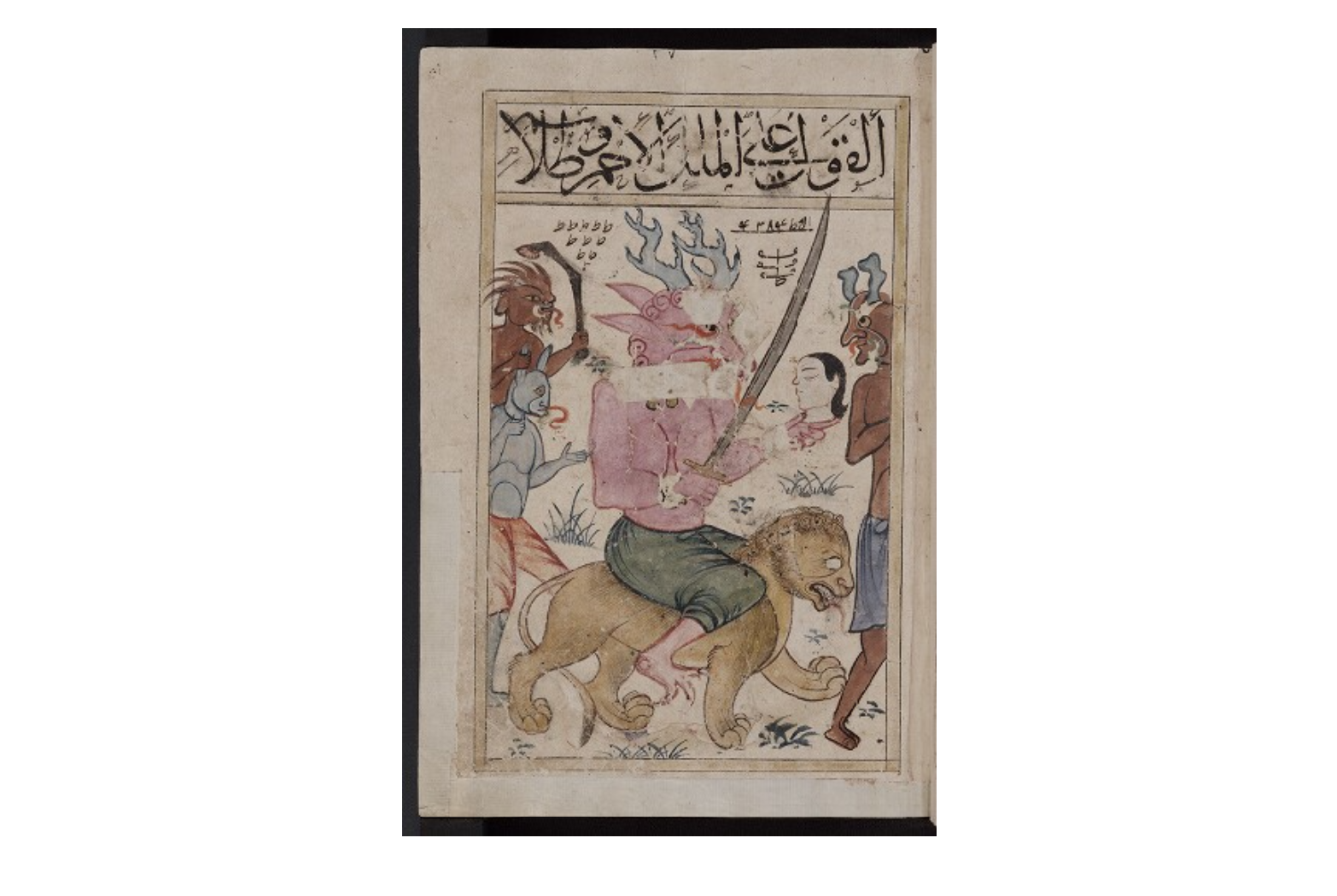
Красный король джиннов Аль-Ахмар из «Книги Чудес» конца XIV века.
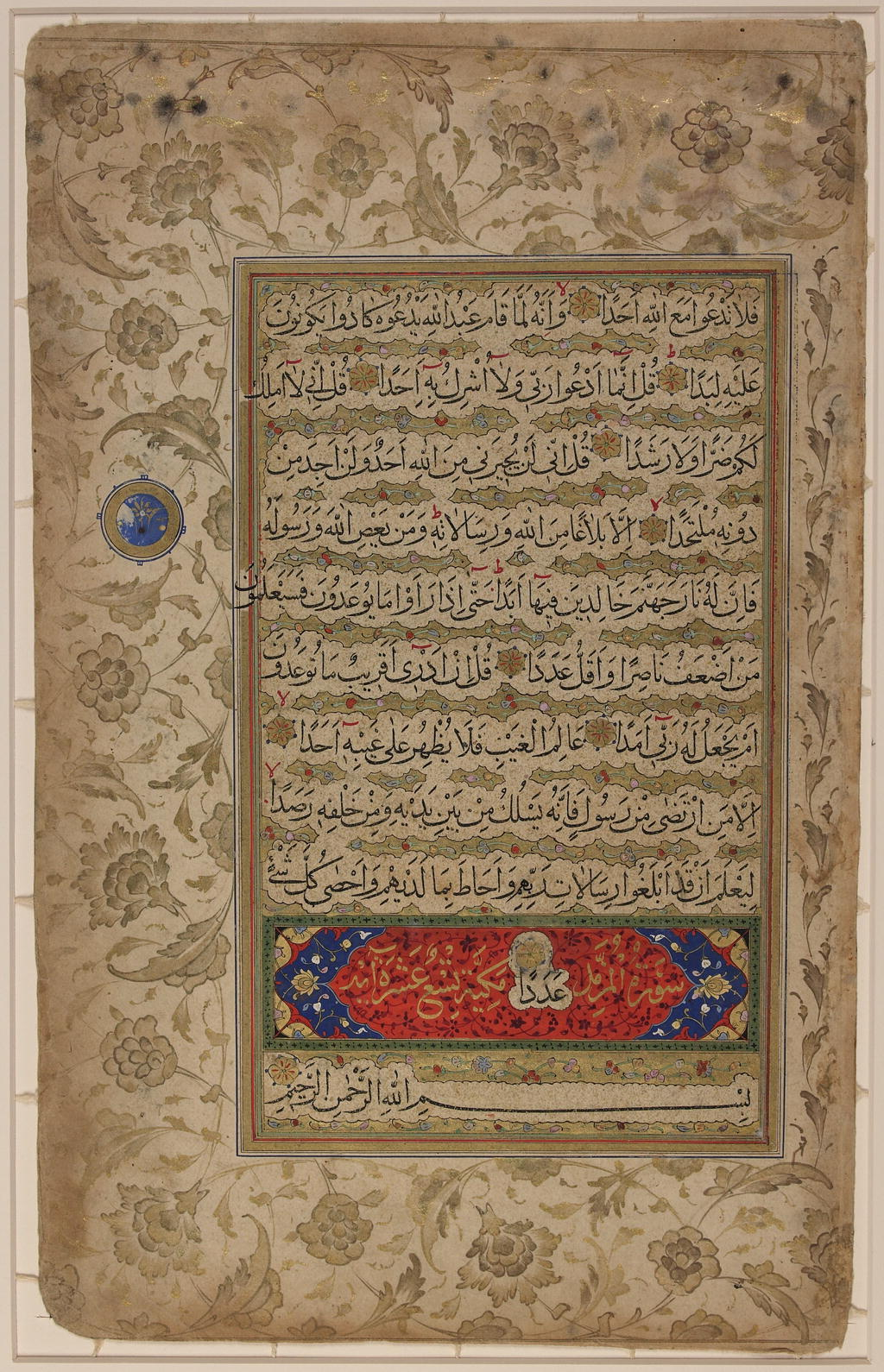
Коран, сура: Джинны
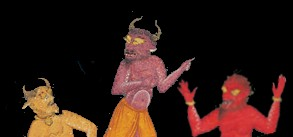
Изображение джиннов из рукописей Али: Дворец Голестан.
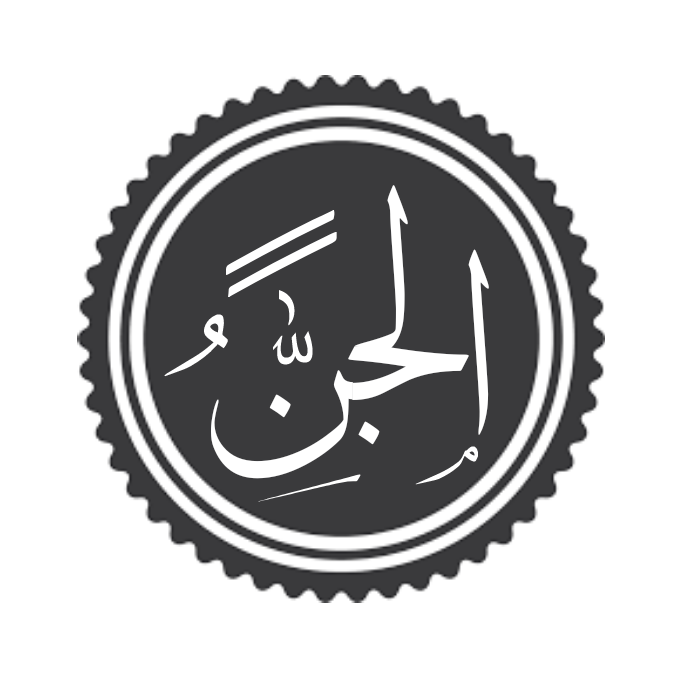
Символ Аль-Джинн-ибн-хатаб.
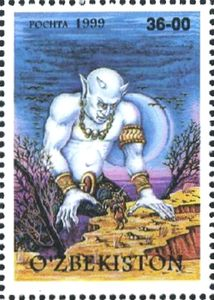
На почтовой марке Узбекистана.

## В современном искусстве

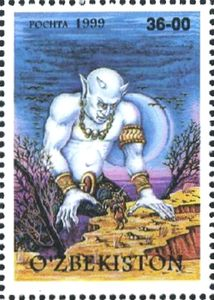
Джинн на почтовой марке Узбекистана. 1999 г.

### Кинематограф
Джинны — весьма популярные сказочные персонажи в мировом кинематографе, фигурируют в кино самых разных стран. Часто изображаются как волшебные существа, заключенные в лампу или бутылку. Классическим воплощением джинна стал британский фильм «Багдадский вор». Джинн выступает в нём как исполинское существо человеческого облика, подчиняющееся воле мальчика, вызвавшего его из лампы.
В советском фильме «Волшебная лампа Аладдина» (1966) джинн предстаёт в своём каноническом облике: существо из огня.
Наиболее популярным в западной культуре стал Джинни из мультфильма «Аладдин» (1992) от студии The Walt Disney Company, сюжет которого основан на одном из сказаний сборника «Тысяча и одна ночь». Джинну в этом мультфильме отводилась одна из главных ролей. Уилл Смит играет Джинни в экранизации анимационного фильма Walt Disney Pictures в 2019 году.
Джинны не всегда являются добрыми духами, исполняющими желания именно так, как этого желают. В фильмах режиссёров Роберта Картцмана и Джека Шолдера «Исполнитель желаний» режиссёры создали образ злого джинна, который собирает души, чтобы освободить своих собратьев из другого мира и вместе с ними править землёй. Джинн готов выполнить любое желание, но нужно быть предельно внимательным к мелочам, чтобы он не извратил его.

### Компьютерные игры
Джинны и ифриты являются двумя разными юнитами и типами героев фракций Башня и Инферно в игре Heroes of Might and Magic III. Визуально джинны исполнены довольно стереотипно - так, у джиннов синяя кожа, а после смерти джинны прячутся в волшебную лампу. Ифриты же наоборот, используют заклинания огня. При этом джинны и ифриты ненавидят друг друга.